# Дом-музей Пьетро Каноники
 Дом-музей Пьетро Каноники (итал. Museo Pietro Canonica) находится в Риме, в парке Виллы Боргезе. Посвящён жизни и творчеству итальянского скульптора, художника и композитора Пьетро Каноники (1869—1959).

## Здание
Данная постройка впервые упоминается в документах XVII века как «птичник», в котором разводили страусов, павлинов и уток для охоты членов семьи Боргезе. Современное название здания — «Фортеццуола» — происходит от зубчатой стены «под средневековье», которой участок был обнесён при перестройке конца XVIII века. Автором ограды считается А. Аспруччи. Тогда же, в 1793 году, Ф. Джани украсил фасад восемью головами кариатид над дверями и окнами.
В 1919 году здание, в котором тогда размещались административные службы, сгорело и было заброшено. В 1926 году городское правительство отдало дом с участком в пожизненное пользование скульптору Пьетро Канонике, который привёл их в порядок, обустроил мастерскую с выставочными залами и квартиру, где и прожил до самой смерти. После его кончины в 1959 году на первом этаже здания был открыт дом-музей, а на втором до 1987 года жила вдова художника М. А. Ридджо Каноника. В 1988 году к экспозиции музея добавились жилые помещения, всю обстановку которых вдова Пьетро Каноники завещала музею.
Перед входными воротами музея стоят две бронзовых фигуры работы П. Каноники. Памятник «скромному герою» Первой мировой войны мулу горной артиллерии Скуделе, награждённому Золотой медалью «За воинскую доблесть», был установлен в 1940 году. В 1957 году рядом с ним появился памятник альпийскому стрелку, также работы Пьетро Каноники.

## Выставочные залы

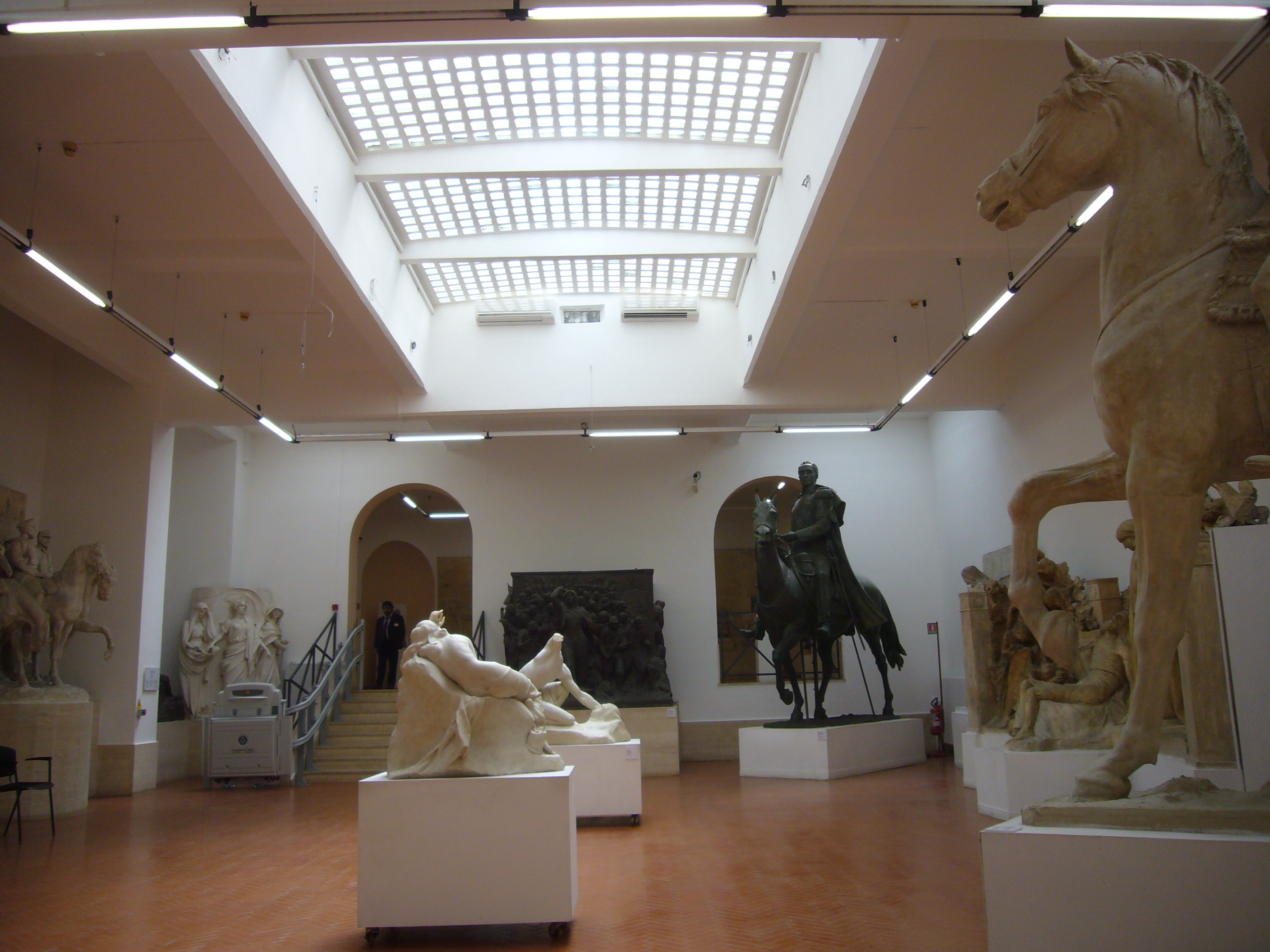
Дом-музей П. Каноники, зал № 3

- Зал № 1[8].: Женские скульптурные портреты 1893—1925 годов.
- Зал № 2[9].: Портреты членов царской семьи Романовых 1808—1914 годов, модель памятника Великому князю Николаю Николаевичу Старшему, установленного в 1914 году на Манежной площади в Санкт-Петербурге[10], горельефы для постамента памятника Александру II. Надгробные скульптуры 1886—1924 годов.
- Зал № 3[11].: Конные памятники С. Боливару (1954), первому королю Ирака Фейсалу I (1932—1933); скульптурные группы для постаментов: «Взятие Смирны» к памятнику Кемалю Ататюрку (1932), «Полевая артиллерия» (1930), «Битва при Сакарье» к памятнику Турецкой Республике(1928); надгробные монументы, в том числе президенту Аргентины Х. Ф. Алькорта (1935); модель бронзовых дверей для церкви аббатства Монтекассино (1951).
- Зал № 4[12].: небольшая проходная комната с бюстами графини А. М. Лабиа и актрисы Лиды Борелли (1920).
- Зал № 5[13].: Портреты представителей европейского дворянства, в том числе короля Румынии Михая I (1943), аллегорические скульптуры «Память», «Милосердие», «Труд».
- Зал № 6[14].: Около тридцати статуй и рельефов на религиозные темы: «Мадонна с младенцем» (1918), « Святой Павел из Тарса» (1940), «Сан Джованни Боско» (1934).
- Зал № 7[15].: Бюсты членов королевских семей Италии, Великобритании и Греции, Г. Маркони (1938), папы Бенедикта XV, скульптуры «Пропасть», «Целомудрие».

## Жилые помещения

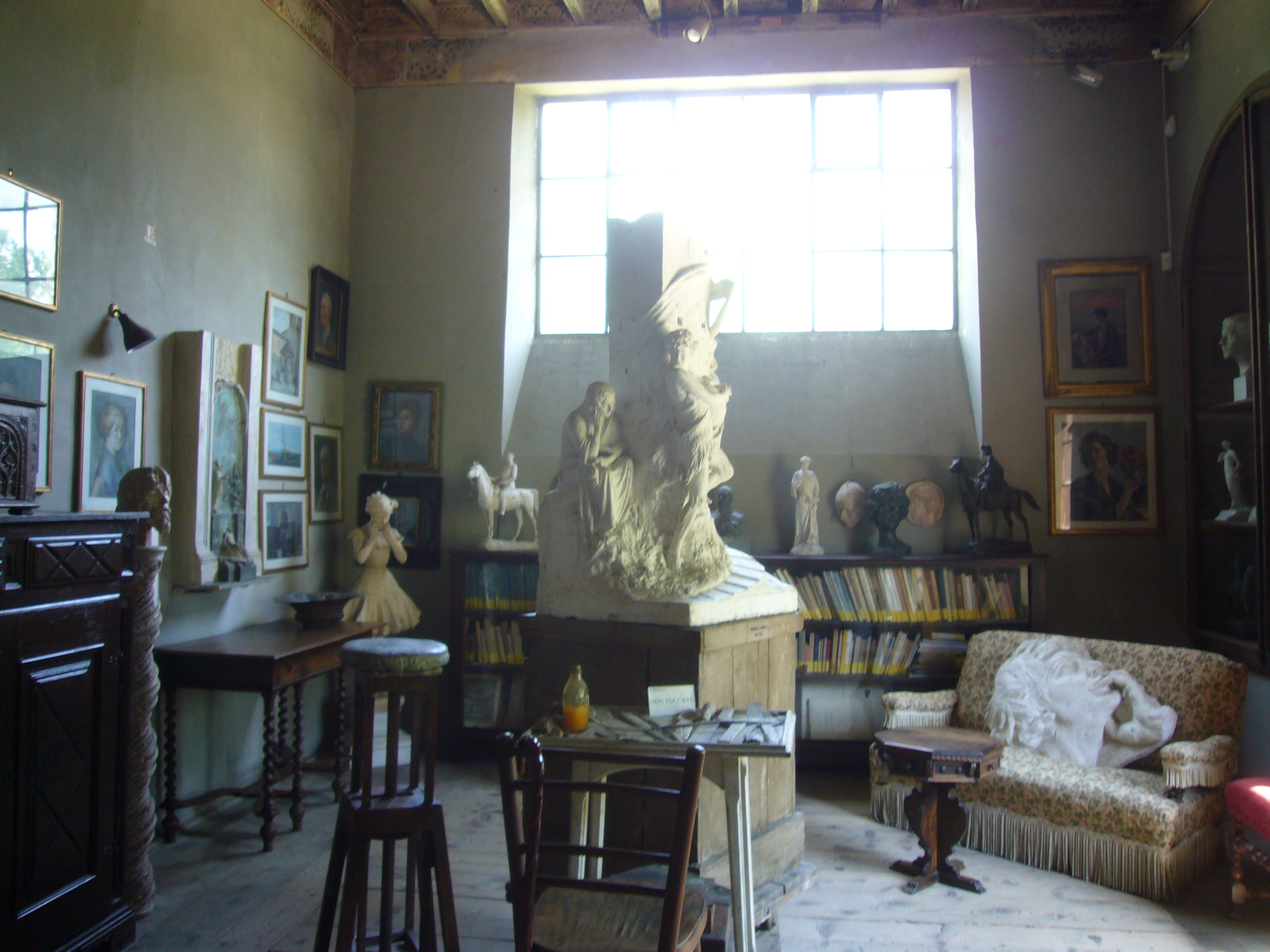
Дом-музей П. Каноники, мастерская

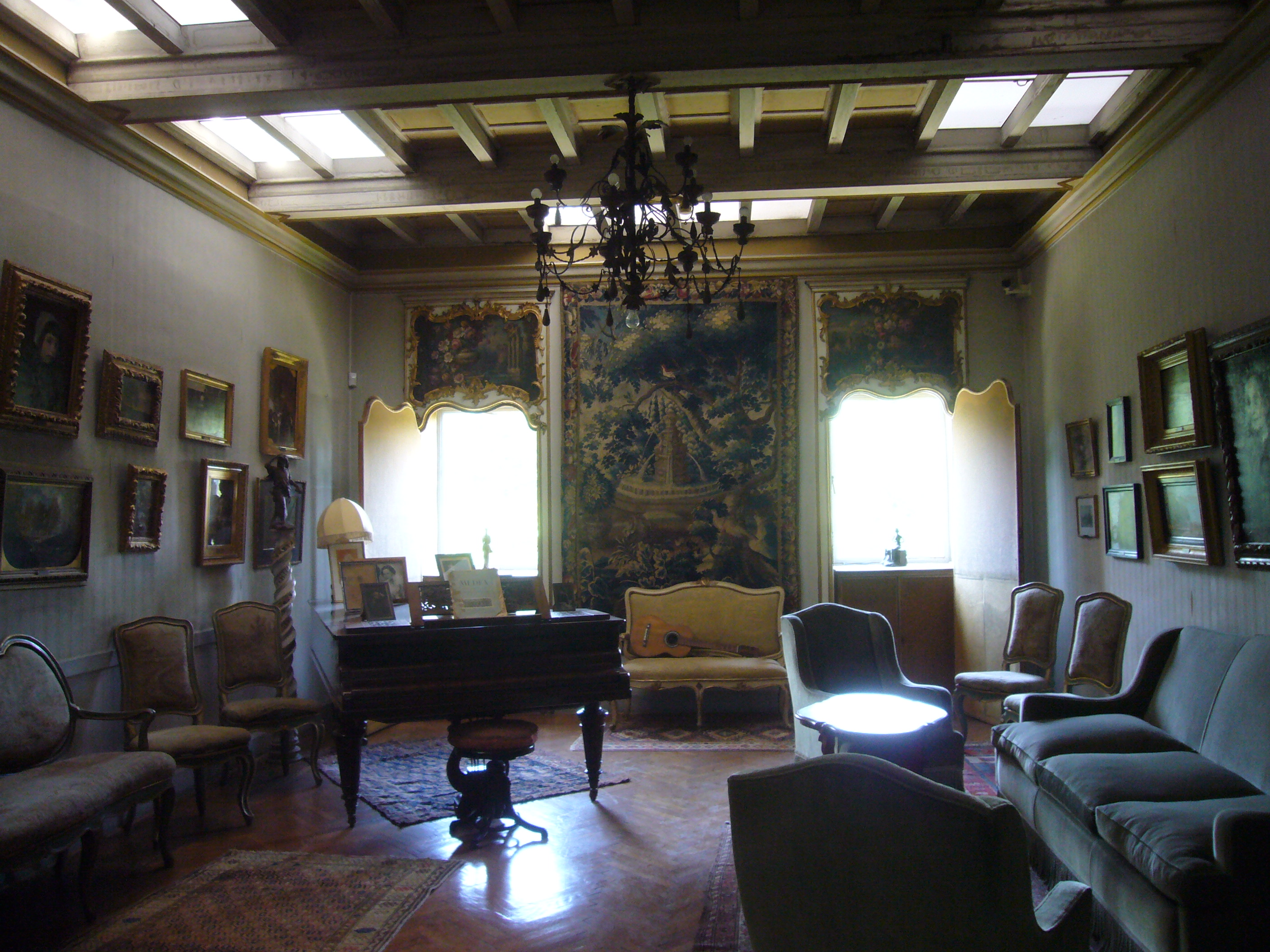
Дом-музей П. Каноники, музыкальный салон

- Красная комната[16].: служила салоном для приёма гостей. Замечательна монументальным камином 1581 года из вулканического камня, обставлена мебелью XVI—XVII веков. В комнате представлены живописный автопортрет П. Каноника 1956 года, его портрет маслом работы Г. Фулиньо и бюст, выполненный его учеником Р. Фредьяни; наброски для титульных листов партитур опер «Коринфская невеста» (1918) и «Медея» (1953), написанных П. Каноникой. В витринах выставлены мундир русского царя Александра II и костюм короля Ирака Фейсала I.

- Коридор первого этажа[17].: Четырнадцать живописных работ П. Каноника, в основном, сельские пейзажи.
- Мастерская художника[18].: Деревянный кессонный потолок кабинета — единственный во всём здании, сохранившийся со времён князей Боргезе. Он был расписан в 1832—1839 годах, при Франческо Альдобрандини Боргезе, геральдическими символами: орлами и драконами рода Боргезе, восьмиконечными звёздами Альдобрандини, тройными шевронами дома де Ларошфуко, к которому принадлежала супруга князя Франческо. Здесь же хранится сундучок Изабеллы, маркграфини Салуццо, XIV века, из орехового дерева. На столике в центре мастерской — рабочие инструменты скульптора, на вращающемся станке — фигуры для памятника композитору Д. Паизиелло(1938). На стенах — живописные портреты и автопортрет П. Каноники, «Этюд ног и рук» его учителя Э. Гамба (1854), «Туринские прачки» Д. Козола (1891). Скульптурные портреты работы П. Каноники, среди которых бюсты великой княгини Марии Павловны и британского короля Эдуарда VII. Модели памятников альпийскому стрелку (1920) и итальянскому кавалеристу (1922—1923).
- Лестница на второй этаж[19].: Два детских бюста (1920—1921), скульптурная группа «Убегающие нимфы» (1905), самурайские доспехи работы М. Миокин XVII века.
- Коридор второго этажа[20].: Резной столик в стиле рококо с большим прямоугольным зеркалом и медальоном с портретом Виктора-Эммануила I работы пьемонтских мастеров XVIII века; комод эбенового дерева, инкрустированный черепаховым панцирем, украшенный позолоченной бронзой, французской работы XIX века. Живописные и графические произведения: десять офортов Ж. Калло «Нищие» (1622—1635), «Мужской портрет» XVII века французской школы, «Пейзаж» Я.-Д. Бота XVII века, «Женский портрет» Э. Кадолини (1857), рисунки Д. Б. Квадроне (1880—1895).

- Спальня[21].: Кровать в стиле барокко с витыми колонками; шкаф, кресло и «уголок» пьемонтского производства середины XVIII века. Картина неизвестного художника «Снятие с креста». Семейные фотографии художника. Фотографии царя Николая II и Александры Фёдоровны с автографами. Ордена разных стран, которыми был награждён Пьетро Каноника.
- Столовая[22].: Массивный ореховый стол болонской работы XVII века. Венецианский трапециевидный в плане буфет начала XVII века и буфет с шестнадцатью оловянными блюдами пьемонтского производства середины XVIII века. Два живописных портрета одного и того же мальчика — «Ребёнок в белом» и «Ребёнок в чёрном», написанные в 1895 г. туринским художником В. Каваллери. Гобелен французской работы XV века «Помощь раненому рыцарю» и гобелен фламандской работы XVIII века «Пейзаж».
- Прихожая салона[23].: Маленькая комната перед входом в музыкальный салон. Здесь находятся венецианский комод XVII века, инкрустированный слоновой костью, туалетный столик с зеркалом в резной раме и два кресла орехового дерева пьемонтского производства XVIII века. Живописные наддверные украшения в резных рамах (1750). Большая картина В. Каваллери «Доницетти пишет свою последнюю оперу» (1897).
- Музыкальный салон[24].: Рояль конструкции Эрара, за которым П. Каноника писал музыку. На пюпитре — ноты «Медеи», его последней оперы. Мебель — пьемонтского производства середины XVIII века. «Святая Джустина» — панель полиптиха XVI века, авторства, предположительно, Дефенденте Феррари. Бронзовая фигурка работы П. Каноники «Портниха Тина» (1921). Значительно собрание живописи пьемонтской школы второй половины XIX века: «Пряха в хлеву» Р. Пасквини (1880—1889), «Пустыня в восточной Персии» А. Пазини (1857), «Цветочный рынок в Нюрнберге» Э. Гамба (до 1854), «Парк в Мороццо» Л. Деллеани (1891).

## Библиотека
Библиотека музея открыта для посещения. Она насчитывает около 2200 томов, среди которых как книги, принадлежавшие П. Каноника, так и недавно приобретённая литература о скульптуре и других изобразительных искусствах XIX—XX века. В фондах библиотеки можно также ознакомиться с фотографиями и семейными архивами Пьетро Каноники.

## Ссылка на представленные в музее произведения
Галерея экспонатов музея (итал.). Дата обращения: 14 октября 2013.